# Nati il 5 maggio
| Questa pagina contiene informazioni ricavate automaticamente dalle voci biografiche con l'ausilio del template Bio e di un bot. L'aggiornamento è periodico e automatico e ricostruisce completamente la pagina. Se manca una persona in questa lista, sei pregato di non aggiungerla, ma accertati piuttosto che la sua voce biografica contenga il template Bio e che i dati anagrafici siano correttamente compilati. Se il template Bio manca, inseriscilo tu stesso o, in alternativa, metti l'avviso {{tmp\|Bio}} che ne segnala la mancanza. Se i dati riportati sono sbagliati, correggi direttamente la voce biografica; le modifiche saranno visibili in questa lista entro pochi giorni. Per chiarimenti vedi il progetto biografie. La lista contiene solo le 1.297 persone che sono citate nell'enciclopedia e per le quali è stato implementato correttamente il template Bio. Pagina aggiornata al 17 ago 2025. |

## II secolo(1)
- 167 - Marcia, romana († 197)

## IV secolo(1)
- 347 - Paola Romana, santa romana († 404)

## XIII secolo(2)
- 1210 - Alfonso III del Portogallo, sovrano portoghese († 1279)
- 1282 - Giovanni Emanuele di Castiglia, politico e scrittore spagnolo († 1348)

## XIV secolo(1)
- 1352 - Roberto del Palatinato, sovrano tedesco († 1410)

## XV secolo(3)
- 1474 - Giovanni Stefano Ferrero, cardinale e vescovo cattolico italiano († 1510)
- 1479 - Guru Amar Das, scrittore indiano († 1574)
- 1493 - Alessandro Pasqualini, architetto italiano († 1559)

## XVI secolo(11)
- 1504 - Stanislao Osio, vescovo cattolico e cardinale polacco († 1579)
- 1530 - Gabriele I di Montgomery, militare francese († 1574)
- 1542 - Thomas Cecil, I conte di Exeter, nobile, politico e militare inglese († 1623)
- 1544 - Johann Conrad Meyer, giurista e politico svizzero († 1604)
- 1560 - Guido Pepoli, cardinale italiano († 1599)
- 1565 - Gotō Mototsugu, militare giapponese († 1615)
- 1568 - Alessandro d'Este, cardinale e vescovo cattolico italiano († 1624)
- 1580 - Johann Faulhaber, matematico, ingegnere e architetto tedesco († 1635)
- 1582 - Giovanni Federico di Württemberg, duca († 1628)
- 1585 - Vincenzo Carafa, gesuita italiano († 1649)
- 1590 - Giovanni Alberto II di Meclemburgo-Güstrow, duca († 1636)

## XVII secolo(8)
- 1634 - Agostino Chigi, I principe di Farnese, principe italiano († 1705)
- 1643 - Carlo Antonio Casnedi, teologo e gesuita italiano († 1725)
- 1652 - Boris Petrovič Šeremetev, generale russo († 1719)
- 1669 - Federica Elisabetta di Sassonia-Eisenach, principessa († 1730)
- 1673 - Filippo Ernesto di Schleswig-Holstein-Sonderburg-Glücksburg, duca († 1729)
- 1680 - Giuseppe Porsile, musicista italiano († 1750)
- 1684 - Françoise Charlotte d'Aubigné, nobile francese († 1739)
- 1699 - Hubert Drouais, pittore e miniatore francese († 1767)

## XVIII secolo(38)
- 1705 - John Campbell, IV conte di Loudoun, generale britannico († 1782)
- 1710 - Francesco Parisi, letterato e presbitero italiano († 1794)
- 1712 - Giovanni Battista Biroldi, organaro italiano († 1792)
- 1714 - Onofrio del Grillo, funzionario italiano († 1787)
- 1715 - Daniel Dal Barba, compositore, violinista e cantante lirico italiano († 1801)
- 1717 - Giorgio Baroni Cavalcabò, avventuriero e diplomatico italiano († 1799)
- 1721 - Giuseppe Palmieri, economista italiano († 1793)
- 1723 - Pio Panfili, pittore, incisore e decoratore italiano († 1812)
- 1724 - Bernardina Cristiana di Sassonia-Weimar, nobile tedesca († 1757)
- 1731 - Michelangelo Simonetti, architetto italiano († 1787)
- 1734 - François-Jean de Chastellux, generale e storico francese († 1788)
- 1738 - Adolfo Federico IV di Meclemburgo-Strelitz, nobile († 1794)
- 1741 - Louis Bernard Coclers, pittore, incisore e illustratore fiammingo († 1817)
- 1743 - Evdokija Borisovna Jusupova, nobildonna russa († 1780)
- 1746 - Jean-Nicolas Pache, politico francese († 1823)
- 1747 - Leopoldo II d'Asburgo-Lorena († 1792)
- 1748 - Francesco Azopardi, compositore e organista maltese († 1809)
- 1749 - Jean-Frédéric Edelmann, compositore francese († 1794)
- 1756 - Vincenzo dal Prato, cantante castrato italiano († 1828)
- 1757 - Remigio Crescini, cardinale e vescovo cattolico italiano († 1830)
- 1764 - Robert Craufurd, militare britannico († 1812)
- 1765 - Giovanna Francesca di Hohenzollern-Sigmaringen, principessa († 1790)
- 1767 - Jacques-Antoine de Révérony Saint-Cyr, militare, scrittore e librettista francese († 1829)
- 1768 - Ezra Ames, pittore e incisore statunitense († 1836)
- 1768 - Karl Friedrich von dem Knesebeck, generale prussiano († 1848)
- 1775 - Johann Christoph Friedrich Klug, entomologo tedesco († 1856)
- 1775 - Pablo Morillo, generale spagnolo († 1837)
- 1779 - Rodolfo Fantuzzi, pittore italiano († 1832)
- 1780 - Edward Hawkins, numismatico, antiquario e banchiere britannico († 1867)
- 1780 - Michele Tenore, botanico italiano († 1861)
- 1784 - Maria Elisabetta in Baviera, principessa tedesca († 1849)
- 1785 - Thomas de Colmar, inventore e imprenditore francese († 1870)
- 1789 - Gustaf Vilhelm Gumaelius, presbitero, scrittore e politico svedese († 1877)
- 1795 - Stanislao Caboni, politico italiano († 1880)
- 1797 - Carlos A. Waite, generale statunitense († 1866)
- 1798 - Marie-Nicolas Bouillet, lessicografo e filosofo francese († 1864)
- 1799 - Giovanni Querini Stampalia, imprenditore e filantropo italiano († 1869)
- 1800 - Louis Hachette, editore francese († 1864)

## XIX secolo(193)
- 1801 - Pío Pico, politico statunitense († 1894)
- 1804 - José Ballivián, politico boliviano († 1852)
- 1804 - Carl von Czoernig-Czernhausen, statistico e storico austriaco († 1889)
- 1804 - José Fernando Ramírez, politico messicano († 1871)
- 1807 - Károly Kalchbrenner, micologo ungherese († 1886)
- 1811 - Eugène Cormon, drammaturgo e librettista francese († 1903)
- 1811 - John William Draper, scienziato, filosofo e fisico britannico († 1882)
- 1813 - Gaetano Ferragni, medico, chirurgo e patriota italiano († 1874)
- 1813 - Søren Kierkegaard, filosofo e teologo danese († 1855)
- 1814 - Federico Carlo I di Hohenlohe-Waldenburg-Schillingsfürst, nobile tedesco († 1884)
- 1818 - Stefano Fer, politico italiano († 1904)
- 1818 - Karl Marx, filosofo, economista e politologo tedesco († 1883)
- 1819 - Achille De Bassini, baritono italiano († 1881)
- 1819 - Stanisław Moniuszko, compositore polacco († 1872)
- 1820 - Vincenzo Tommasini, politico italiano († 1893)
- 1823 - Lydia Folger Fowler, medico, attivista e scienziata statunitense († 1879)
- 1823 - Youssef Karam, patriota, condottiero e letterato libanese († 1889)
- 1825 - Wilhelm Hertenstein, militare svizzero († 1888)
- 1826 - Eugenia de Montijo, contessa († 1920)
- 1826 - Eleuterio Pagliano, pittore e incisore italiano († 1903)
- 1827 - Timoleone Raimondi, vescovo cattolico e missionario italiano († 1894)
- 1827 - Leone Tedesco, pedagogista e patriota italiano
- 1828 - Hanna Barvinok, scrittrice ucraina († 1911)
- 1828 - Albert Marth, astronomo tedesco († 1897)
- 1828 - Robert von Puttkamer, politico prussiano († 1900)
- 1833 - Soledad Acosta, scrittrice e giornalista colombiana († 1913)
- 1833 - Lazarus Fuchs, matematico tedesco († 1902)
- 1833 - Carl Jakob Adolf Christian Gerhardt, psichiatra tedesco († 1902)
- 1833 - Ferdinand von Richthofen, geografo e geologo tedesco († 1905)
- 1834 - Viktor Aleksandrovič Hartmann, pittore e architetto russo († 1873)
- 1836 - Wilhelm Schuppe, filosofo tedesco († 1913)
- 1837 - Georges Lafenestre, storico dell'arte, poeta e scrittore francese († 1919)
- 1837 - Anna Maria Mozzoni, giornalista italiana († 1920)
- 1837 - Theodor Rosetti, politico e scrittore rumeno († 1932)
- 1840 - Teofilo Patini, pittore italiano († 1906)
- 1840 - Oronzo Quarta, magistrato e politico italiano († 1934)
- 1841 - Achille Bizzoni, giornalista, scrittore e patriota italiano († 1903)
- 1841 - Enrico Morin, militare e politico italiano († 1910)
- 1841 - Achille Torelli, drammaturgo italiano († 1922)
- 1842 - Johann Nepomuk Fuchs, compositore e direttore d'orchestra austriaco († 1899)
- 1842 - Giuseppe Partini, architetto italiano († 1895)
- 1842 - Heinrich Martin Weber, matematico tedesco († 1913)
- 1843 - Reginald Fitz, medico statunitense († 1913)
- 1845 - Pavel Pavlovič Korf, nobile russo († 1935)
- 1845 - John Macmillan Brown, scrittore britannico († 1935)
- 1846 - Federico Chueca, compositore, direttore d'orchestra e pianista spagnolo († 1908)
- 1846 - Lars Magnus Ericsson, inventore e imprenditore svedese († 1926)
- 1846 - Henryk Sienkiewicz, scrittore e giornalista polacco († 1916)
- 1849 - Giuseppe Fraccaroli, filologo classico, grecista e traduttore italiano († 1918)
- 1849 - Sergej Ivanovič Mosin, militare russo († 1902)
- 1850 - Tasziló Festetics, nobile ungherese († 1933)
- 1851 - Ermete Novelli, attore italiano († 1919)
- 1851 - Raffaele Ursini, pittore italiano († 1944)
- 1852 - Pietro Gasparri, cardinale e arcivescovo cattolico italiano († 1934)
- 1852 - Friedrich von Hügel, teologo e scrittore austriaco († 1925)
- 1854 - Antonio Smareglia, compositore italiano († 1929)
- 1855 - Bidar Kadın, principessa († 1918)
- 1856 - William Wallace Denslow, illustratore statunitense († 1915)
- 1856 - Augustin Joseph Schulte, presbitero statunitense († 1937)
- 1857 - Alessandro Lustig Piacezzi, medico e anatomista italiano († 1937)
- 1858 - Sarah Choate Sears, pittrice, collezionista d'arte e fotografa statunitense († 1935)
- 1858 - Pier Adolfo Tirindelli, compositore, violinista e direttore d'orchestra italiano († 1937)
- 1860 - Gregorio Aglipay, presbitero, rivoluzionario e attivista filippino († 1940)
- 1860 - Pietro Floridia, compositore italiano († 1932)
- 1860 - Mariano Holguín, arcivescovo cattolico, francescano e politico peruviano († 1945)
- 1861 - Peter Cooper Hewitt, inventore statunitense († 1921)
- 1861 - John Edward Lloyd, storico gallese († 1947)
- 1861 - Francesco Porro de' Somenzi, astronomo italiano († 1937)
- 1862 - Giuseppe Bellini, avvocato e politico italiano († 1932)
- 1862 - Niko Pirosmani, pittore georgiano († 1918)
- 1863 - Carlo Chiostri, pittore e illustratore italiano († 1939)
- 1863 - Jules Ernest Renoux, pittore francese († 1932)
- 1863 - Anton Schiesser, generale austro-ungarico († 1926)
- 1864 - Nellie Bly, giornalista statunitense († 1922)
- 1864 - Giovanni Battista Bossi, architetto italiano († 1924)
- 1864 - Marie-Eugène Debeney, generale francese († 1943)
- 1864 - Henry Hughes Wilson, generale britannico († 1922)
- 1865 - George-Albert Aurier, scrittore e critico d'arte francese († 1892)
- 1865 - John Philip Du Cane, generale britannico († 1947)
- 1866 - Lorenzo Barco, generale italiano († 1952)
- 1866 - Paolo Ferretti, insegnante italiano († 1938)
- 1866 - Edgar Ravenswood Waite, zoologo, ornitologo e erpetologo britannico († 1928)
- 1868 - Émile Gaston Chassinat, egittologo e archeologo francese († 1948)
- 1868 - Leo Nardus, schermidore e falsario olandese († 1955)
- 1868 - Ulrich Stutz, giurista e storico tedesco († 1938)
- 1869 - Giorgio Kienerk, pittore e scultore italiano († 1948)
- 1869 - Hans Pfitzner, compositore e direttore d'orchestra tedesco († 1949)
- 1869 - Boris L'vovič Rozing, fisico, scienziato e docente russo († 1933)
- 1870 - Carlo Paolo Agazzi, pittore italiano († 1922)
- 1870 - Thomas W. Lamb, architetto scozzese († 1942)
- 1870 - Ferdinand Luigini, pittore e incisore francese († 1943)
- 1870 - Louis Vernet, arciere francese († 1946)
- 1871 - Ernesta Bittanti Battisti, giornalista e scrittrice italiana († 1957)
- 1872 - Georges-François-Xavier-Marie Grente, cardinale e arcivescovo cattolico francese († 1959)
- 1872 - Norman Kemp Smith, filosofo scozzese († 1958)
- 1873 - Leon Czolgosz, anarchico statunitense († 1901)
- 1873 - Chuck Rose, tiratore di fune statunitense († 1957)
- 1874 - Emilio Agostini, poeta italiano († 1941)
- 1876 - George Livingstone, calciatore e allenatore di calcio scozzese († 1950)
- 1877 - Damiana Sette, centenaria italiana († 1985)
- 1877 - Kanbun Uechi, maestro di karate giapponese († 1948)
- 1878 - Giuseppina Finzi-Magrini, soprano italiano († 1944)
- 1878 - Giovanni Battista Picotti, storico italiano († 1970)
- 1879 - Guido Enrico Fiorini, pittore, decoratore e restauratore italiano († 1960)
- 1879 - Ludwig Glauert, paleontologo australiano († 1963)
- 1879 - Pablo González Garza, generale e politico messicano († 1950)
- 1879 - Søren Marinus Jensen, lottatore danese († 1965)
- 1879 - Tibor Melczer, ingegnere austro-ungarico († 1936)
- 1879 - Manlio Pastorini, ginnasta italiano († 1942)
- 1880 - Adrian Carton de Wiart, generale e avventuriero belga († 1963)
- 1881 - Horace de Vere Cole, irlandese († 1936)
- 1881 - Hakaru Hashimoto, medico giapponese († 1934)
- 1881 - Emilio Rizzi, pittore italiano († 1952)
- 1881 - Gino Romiti, pittore italiano († 1967)
- 1882 - Douglas Mawson, esploratore australiano († 1958)
- 1882 - Romeo Musa, artista italiano († 1960)
- 1882 - Sylvia Pankhurst, attivista, giornalista e scrittrice britannica († 1960)
- 1882 - Carl Alfred Pedersen, ginnasta norvegese († 1960)
- 1882 - Maurice Peeters, pistard olandese († 1957)
- 1882 - Albert H. Rausch, scrittore e poeta tedesco († 1949)
- 1882 - Attilio Teruzzi, generale e politico italiano († 1950)
- 1883 - Ralph Church, politico statunitense († 1950)
- 1883 - Eleazar López Contreras, politico e generale venezuelano († 1973)
- 1883 - Herbert Jennings Rose, filologo classico e grecista britannico († 1961)
- 1883 - Willard Schrader, ginnasta e multiplista statunitense († 1971)
- 1883 - Rudolf Spielmann, scacchista austriaco († 1942)
- 1883 - Archibald Wavell, I conte Wavell, generale britannico († 1950)
- 1883 - Cesare Zocchi Collani, cantante e attore italiano († 1923)
- 1884 - Ivan Nikolaevič Abramov, micologo e agronomo sovietico († 1953)
- 1884 - Chief Bender, giocatore di baseball statunitense († 1954)
- 1884 - Carles Cardó, presbitero, scrittore e poeta spagnolo († 1958)
- 1884 - E. A. Mario, paroliere e poeta italiano († 1961)
- 1884 - Alice Milliat, nuotatrice, canoista e dirigente sportiva francese († 1957)
- 1884 - Carl Osburn, tiratore a segno e ufficiale statunitense († 1966)
- 1884 - Cecil Pinsent, architetto del paesaggio inglese († 1963)
- 1885 - Agustín Barrios, chitarrista e compositore paraguaiano († 1944)
- 1885 - Albert Pettersson, sollevatore svedese († 1960)
- 1886 - John Harley, calciatore scozzese († 1960)
- 1886 - Kosta Kota, politico albanese († 1947)
- 1887 - Mervyn Bennion, militare statunitense († 1941)
- 1887 - Geoffrey Fisher, vescovo anglicano britannico († 1972)
- 1887 - Estelle Hemsley, attrice statunitense († 1968)
- 1887 - Viktor Ravasz, politico slovacco († 1957)
- 1888 - Derviš Korkut, bibliotecario, insegnante e umanista jugoslavo († 1969)
- 1888 - Domenico Sisca, presbitero e storico italiano († 1969)
- 1889 - Paolo De Barbieri, liutaio italiano († 1962)
- 1889 - Paulette Duval, attrice e ballerina francese († 1951)
- 1889 - René Gâteaux, matematico francese († 1914)
- 1889 - Jack Pierce, truccatore e attore statunitense († 1968)
- 1890 - Giulio Basletta, schermidore e dirigente sportivo italiano († 1975)
- 1890 - Pavel Vasil'evič Ksenofontov, attivista, rivoluzionario e politico russo († 1928)
- 1890 - Christopher Morley, scrittore statunitense († 1957)
- 1891 - Angelo Ambrosini, aviatore, ingegnere aeronautico e imprenditore italiano († 1980)
- 1891 - Dolores d'Asburgo-Lorena, nobildonna († 1974)
- 1891 - Claudio Botta, scultore e pittore italiano († 1958)
- 1891 - Wallace MacDonald, attore e produttore cinematografico canadese († 1978)
- 1892 - Dorothy Garrod, archeologa britannica († 1968)
- 1892 - Biagio Petrocelli, giurista italiano († 1976)
- 1892 - Rajarsi Janakananda, imprenditore, economista e filantropo statunitense († 1955)
- 1893 - Agustín Farabundo Martí, politico e rivoluzionario salvadoregno († 1932)
- 1893 - Franz Turchi, giornalista, politico e editore italiano († 1976)
- 1894 - August Dvorak, psicologo e insegnante statunitense († 1975)
- 1894 - Giacomo Ciro Turra, calciatore e arbitro di calcio italiano († 1928)
- 1895 - Attilio Caratti, militare e esploratore italiano († 1928)
- 1895 - Alfred Horeschowsky, alpinista e imprenditore austriaco († 1987)
- 1895 - Charles Lamont, regista statunitense († 1993)
- 1895 - Giorgio Settala, pittore italiano († 1960)
- 1896 - Giorgio Berzero, politico italiano († 1987)
- 1896 - Vittorio Molinari, chimico e calciatore italiano († 1951)
- 1896 - Pier Luigi Penzo, aviatore e militare italiano († 1928)
- 1897 - Kenneth Burke, filosofo e critico letterario statunitense († 1993)
- 1897 - Fiqri Dine, militare albanese († 1960)
- 1897 - Egidio Ebasko, antropologo, attore teatrale e regista teatrale italiano
- 1897 - George Nicholls Jr., montatore e regista statunitense († 1939)
- 1897 - Francesco Giacomo Tricomi, matematico italiano († 1978)
- 1898 - George Ashmore, calciatore inglese († 1973)
- 1898 - Lise Deharme, scrittrice francese († 1980)
- 1898 - Max Houben, bobbista, calciatore e velocista belga († 1949)
- 1898 - Gino Maggioni, architetto italiano († 1955)
- 1898 - Natale Montillo, regista, sceneggiatore e attore italiano († 1965)
- 1898 - Italo Rossi, allenatore di calcio e calciatore italiano († 1978)
- 1898 - Hans Heinrich von Twardowski, attore tedesco († 1958)
- 1898 - Pio Veronese, avvocato e calciatore italiano († 1973)
- 1899 - Josef Havlíček, architetto ceco († 1961)
- 1899 - Cèlia Suñol i Pla, scrittrice spagnola († 1986)
- 1899 - Thomas Tharayil, vescovo cattolico indiano († 1975)
- 1899 - Nikolaj Nikolaevič Voronov, generale sovietico († 1968)
- 1900 - Ferdinando Contini, calciatore italiano († 1977)
- 1900 - Charles Jewtraw, pattinatore di velocità su ghiaccio statunitense († 1996)
- 1900 - Pio Mara, calciatore italiano
- 1900 - Spiro Moisiu, generale e politico albanese († 1981)
- 1900 - Hans Schmidt-Isserstedt, direttore d'orchestra e compositore tedesco († 1973)
- 1900 - Ernst August Weiss, matematico tedesco († 1942)

## XX secolo(1003)
- 1901 - Austen Campbell, calciatore inglese († 1981)
- 1901 - Blind Willie McTell, cantante, compositore e chitarrista statunitense († 1959)
- 1901 - Prospero Nuvoli, militare, aviatore e ingegnere italiano († 1986)
- 1902 - Charles Louis de Beaumont, schermidore britannico († 1972)
- 1902 - Giovanni Berardi, militare italiano († 1939)
- 1902 - Sebastián Chiola, attore argentino († 1950)
- 1902 - Charlotte Gower Chapman, etnologa e scrittrice statunitense († 1982)
- 1902 - Alexander Lockwood, attore statunitense († 1990)
- 1902 - Kiril Todorov, scultore bulgaro († 1987)
- 1903 - Nicolò Barbini, incisore italiano († 1985)
- 1903 - Dino Di Luca, cantante e attore italiano († 1991)
- 1904 - Giuseppe Fiorelli, paroliere e compositore italiano († 1960)
- 1904 - Riccardo Forte, giornalista italiano († 1993)
- 1904 - Alston Scott Householder, matematico statunitense († 1993)
- 1904 - Gordon Richards, fantino inglese († 1988)
- 1904 - Mario Ridolfi, architetto italiano († 1984)
- 1905 - Antenore Belletti, artigiano italiano († 1985)
- 1905 - Ángel Bossio, calciatore argentino († 1978)
- 1905 - Maria Caniglia, soprano italiano († 1979)
- 1905 - Nikolaj Dorochin, attore sovietico († 1953)
- 1905 - Floyd Gottfredson, fumettista statunitense († 1986)
- 1905 - Fernando Tropea, montatore italiano († 1985)
- 1906 - Charles Exbrayat, scrittore francese († 1989)
- 1906 - Frances Lee, attrice statunitense († 2000)
- 1906 - José Padrón, calciatore spagnolo († 1966)
- 1906 - Victoriano de Santos, calciatore e allenatore di calcio spagnolo († 1943)
- 1907 - Pat Frank, scrittore statunitense († 1964)
- 1907 - Iryna Vil'de, scrittrice ucraina († 1982)
- 1907 - Camillo Silingardi, calciatore italiano († 1929)
- 1908 - Kurt Böhme, basso tedesco († 1989)
- 1908 - Robert Foulk, attore statunitense († 1989)
- 1908 - Jacques Massu, generale francese († 2002)
- 1908 - Guido Nobili, ufficiale e aviatore italiano († 1943)
- 1908 - Gamar Salamzadeh, regista e sceneggiatrice sovietica († 1994)
- 1909 - Mervyn Archdall Ellison, astronomo irlandese († 1963)
- 1909 - Miklós Radnóti, poeta ungherese († 1944)
- 1909 - Angelo Viel, carabiniere e patriota italiano († 1996)
- 1910 - Bill Baucom, attore statunitense († 1981)
- 1910 - Octave Joly, fumettista belga († 1988)
- 1910 - Leo Lionni, pittore, scrittore e illustratore statunitense († 1999)
- 1910 - Anselmo López, cestista, allenatore di pallacanestro e dirigente sportivo spagnolo († 2004)
- 1910 - Otto Wilhelm von Vacano, archeologo e etruscologo tedesco († 1997)
- 1911 - Luigi Carluccio, critico d'arte italiano († 1981)
- 1911 - Gilles Grangier, regista e sceneggiatore francese († 1996)
- 1911 - Bruno Hussar, religioso egiziano († 1996)
- 1911 - Andor Lilienthal, scacchista sovietico († 2010)
- 1911 - Zofia Rydet, fotografa polacca († 1997)
- 1912 - Lorenzo Forteleoni, politico italiano († 1975)
- 1912 - Elfego Hernán Monzón Aguirre, politico guatemalteco († 1981)
- 1912 - Matilde Urrutia, cantante e scrittrice cilena († 1985)
- 1912 - Gino Zannini, politico italiano († 2005)
- 1913 - Agustín Barboza, cantautore, chitarrista e compositore paraguaiano († 1974)
- 1913 - Duane Carter, pilota automobilistico statunitense († 1993)
- 1913 - Iosif Grigulevič, agente segreto sovietico († 1988)
- 1913 - Bill Haarlow, cestista statunitense († 2003)
- 1913 - Christoph von Hartungen, partigiano e militare italiano
- 1913 - Belgrado Pedrini, partigiano, anarchico e scrittore italiano († 1979)
- 1913 - Giulio Scarnicci, sceneggiatore italiano († 1973)
- 1913 - Valdeko Valdmäe, cestista e pallavolista estone († 2001)
- 1914 - Elio Bavutti, ciclista su strada italiano († 1987)
- 1914 - Tommaso Capdevila Miró, religioso spagnolo († 1936)
- 1914 - Feng Nianhua, cestista cinese
- 1914 - Verna Hillie, attrice statunitense († 1997)
- 1914 - Tyrone Power, attore statunitense († 1958)
- 1914 - Paul Rowe, hockeista su ghiaccio statunitense († 1993)
- 1915 - Bruno Caracoi, cestista italiano († 1983)
- 1915 - Alice Faye, attrice e cantante statunitense († 1998)
- 1915 - Josef Hasenöhrl, canottiere austriaco († 1945)
- 1915 - Nicolaas Tates, canoista olandese († 1990)
- 1915 - Ben Wright, attore e doppiatore britannico († 1989)
- 1915 - Ruggero Zangrandi, giornalista, scrittore e storico italiano († 1970)
- 1916 - Vsevolod Ivanovič Feodos'ev, ingegnere sovietico († 1991)
- 1916 - Charles Maclean, barone Maclean, nobile scozzese († 1990)
- 1916 - Giani Zail Singh, politico indiano († 1994)
- 1917 - Aage Eriksen, lottatore norvegese († 1998)
- 1917 - Fausto Fornaci, militare e aviatore italiano († 1945)
- 1917 - June Lang, attrice statunitense († 2005)
- 1917 - Pío Leyva, cantautore cubano († 2006)
- 1917 - Maria Malara Arria, pittrice italiana († 2022)
- 1917 - Massimo Mida, critico cinematografico, regista e sceneggiatore italiano († 1992)
- 1917 - Lauritz Opstad, storico norvegese († 2003)
- 1917 - David Shaw, calciatore e allenatore di calcio scozzese († 1977)
- 1918 - Carlo Di Tullio, calciatore e allenatore di calcio italiano
- 1918 - Fico López, cestista cubano († 2001)
- 1918 - Karel Thijs, ciclista su strada belga († 1990)
- 1919 - Gilles Andriamahazo, politico e generale malgascio († 1989)
- 1919 - Tony Canadeo, giocatore di football americano statunitense († 2003)
- 1919 - Geōrgios Papadopoulos, militare e politico greco († 1999)
- 1919 - Renzo Pini, calciatore italiano († 1996)
- 1919 - Mindaugas Šliūpas, cestista lituano († 1979)
- 1920 - Vittorio Bragadin, militare e aviatore italiano († 1941)
- 1920 - Cesare Goffi, calciatore e allenatore di calcio italiano († 1995)
- 1920 - Walter Kaner, giornalista e filantropo statunitense († 2005)
- 1920 - Giuseppe Pacella, filologo classico e saggista italiano († 1995)
- 1921 - Mavis Lever, crittografa britannica († 2013)
- 1921 - Bruno Genti, calciatore italiano
- 1921 - Hong Dook-jong, allenatore di calcio, calciatore e arbitro di calcio sudcoreano († 2005)
- 1921 - Josef Kates, ingegnere austriaco († 2018)
- 1921 - Franjo Rupnik, calciatore jugoslavo († 2000)
- 1921 - Arthur Schawlow, fisico statunitense († 1999)
- 1922 - Arif Heralić, operaio jugoslavo († 1971)
- 1922 - Monica Lewis, attrice statunitense († 2015)
- 1922 - Stan Patrick, cestista e allenatore di pallacanestro statunitense († 2000)
- 1922 - Joseph Stefano, sceneggiatore, compositore e produttore televisivo statunitense († 2006)
- 1923 - Giustino Durano, attore italiano († 2002)
- 1923 - Michail Alekseevič Egorov, militare sovietico († 1975)
- 1923 - Cathleen Synge Morawetz, matematica canadese († 2017)
- 1923 - Clemen Parrocchetti, artista e pittrice italiana († 2016)
- 1923 - Franco Sibilla, vescovo cattolico italiano († 2008)
- 1923 - Aldo Simoncello, allenatore di calcio e calciatore italiano
- 1923 - Giuseppe Stefanini, cestista italiano († 2013)
- 1923 - Edit Weckinger-Perényi, ginnasta ungherese († 2019)
- 1924 - Dante Della Terza, storico della letteratura e italianista italiano († 2021)
- 1924 - Ugo Illing, alpinista e ingegnere italiano († 2013)
- 1924 - Marcello Martone, rugbista a 15 italiano († 2023)
- 1924 - Theo Olof, violinista e docente olandese († 2012)
- 1924 - Sergio Riva, allenatore di calcio e calciatore italiano
- 1925 - Eddi Arent, attore e comico tedesco († 2013)
- 1925 - Željko Čajkovski, allenatore di calcio e calciatore jugoslavo († 2016)
- 1925 - Charles Chaplin Jr., attore statunitense († 1968)
- 1925 - Paul Hoffman, cestista e dirigente sportivo statunitense († 1998)
- 1925 - Camillo Marino, critico cinematografico, sceneggiatore e giornalista italiano († 1999)
- 1925 - Danny McLennan, allenatore di calcio e calciatore scozzese († 2004)
- 1925 - Sam Menning, attore e fotografo statunitense († 2010)
- 1925 - Leo Ryan, politico e docente statunitense († 1978)
- 1925 - Antonio José Valencia, calciatore boliviano
- 1925 - Vladimir Fëdorovič Vavilov, compositore, liutista e chitarrista russo († 1973)
- 1925 - Umberto Volante, scultore italiano († 2016)
- 1926 - Germano Facetti, designer italiano († 2006)
- 1926 - Bruno Fracchia, politico italiano († 2017)
- 1926 - Vera Franceschi, pianista statunitense († 1966)
- 1926 - Egilberto Martufi, maratoneta italiano († 1989)
- 1926 - John O'Leary, attore statunitense († 2019)
- 1926 - Bing Russell, attore e giocatore di baseball statunitense († 2003)
- 1926 - Maurice Taylor, vescovo cattolico britannico († 2023)
- 1926 - Víctor Ugarte, calciatore boliviano († 1995)
- 1927 - Michele Caputo, geofisico, matematico e geodeta italiano
- 1927 - Pat Carroll, attrice statunitense († 2022)
- 1927 - Divaldo Pereira Franco, scrittore, sensitivo e filantropo brasiliano († 2025)
- 1927 - Marcello Giannini, giornalista, scrittore e commediografo italiano († 2014)
- 1927 - Sergio Quinzio, teologo e aforista italiano († 1996)
- 1927 - Nino Pisoni, politico italiano († 2002)
- 1927 - Art Pollard, pilota automobilistico statunitense († 1973)
- 1927 - Charles Rosen, pianista, musicologo e scrittore statunitense († 2012)
- 1927 - Robert Spaemann, filosofo e teologo tedesco († 2018)
- 1927 - Marius Walter, calciatore francese († 2020)
- 1928 - Dino Boscarato, imprenditore italiano († 2004)
- 1928 - Giacomo Colli, regista italiano († 1994)
- 1928 - Antonio Cortigiano, calciatore italiano († 2018)
- 1928 - Marshall Grant, bassista statunitense († 2011)
- 1928 - Cornelis Kalkman, botanico olandese († 1998)
- 1928 - Rino Nanni, politico italiano († 2001)
- 1928 - Luiz Eugênio Perez, vescovo cattolico brasiliano († 2012)
- 1928 - Paul Sarkozy, militare, imprenditore e pittore ungherese († 2023)
- 1928 - Pierre Schoendoerffer, regista, sceneggiatore e scrittore francese († 2012)
- 1929 - Kenneth Cook, giornalista australiano († 1987)
- 1929 - János Greminger, cestista ungherese († 2009)
- 1929 - Jorge Maldonado, calciatore argentino († 2012)
- 1929 - Moe Radovich, cestista e allenatore di pallacanestro statunitense († 2004)
- 1929 - John S. Ragin, attore statunitense († 2013)
- 1929 - Ilene Woods, doppiatrice e cantante statunitense († 2010)
- 1930 - Leonid Ivanovič Abalkin, economista e politico russo († 2011)
- 1930 - Michael Adams, aviatore e astronauta statunitense († 1967)
- 1930 - Ati Soss, avvocato e compositore sloveno († 1986)
- 1931 - Ðorđe Andrijašević, cestista e allenatore di pallacanestro jugoslavo († 2025)
- 1931 - Masatoshi Ozaki, allenatore di pallacanestro giapponese († 2025)
- 1931 - Greg, fumettista e scrittore belga († 1999)
- 1931 - Joseph Russo, mafioso statunitense († 1998)
- 1932 - Carlo Bavagnoli, fotoreporter italiano († 2024)
- 1932 - Luigi Taramazzo, pilota automobilistico italiano († 2004)
- 1933 - Hugh Gerhardi, calciatore sudafricano († 1985)
- 1933 - Zoltán Judik, ex cestista ungherese
- 1933 - Igor' Kaškarov, ex altista sovietico
- 1933 - Manuel Mirabal, trombettista cubano († 2024)
- 1933 - Giorgio di Sant'Angelo, stilista argentino († 1989)
- 1933 - Tan Howe Liang, sollevatore singaporiano († 2024)
- 1933 - Ratnasiri Wickremanayake, politico singalese († 2016)
- 1933 - Hilton de Almeida, pallanuotista brasiliano († 1997)
- 1934 - Giorgio Bellettini, fisico italiano
- 1934 - Henri Konan Bédié, politico ivoriano († 2023)
- 1934 - Walter Capps, politico statunitense († 1997)
- 1934 - Arlene Croce, critica teatrale e saggista statunitense († 2024)
- 1934 - Romano Gandolfi, direttore di coro e direttore d'orchestra italiano († 2006)
- 1934 - Johnnie Taylor, cantautore statunitense († 2000)
- 1934 - Joseph Planckaert, ciclista su strada belga († 2007)
- 1934 - Bohuslav Rylich, cestista cecoslovacco († 2020)
- 1935 - Katalin Bárány, cestista ungherese († 2000)
- 1935 - Maria Pia Casilio, attrice italiana († 2012)
- 1935 - Giuseppe Crippa, imprenditore italiano († 2025)
- 1935 - Luigi De Rosso, marciatore e allenatore di atletica leggera italiano († 2020)
- 1935 - Piero Guccione, pittore, incisore e illustratore italiano († 2018)
- 1935 - Coby Lubliner, ingegnere e scrittore polacco
- 1935 - Douglas Marland, autore televisivo e attore statunitense († 1993)
- 1935 - Bernard Pivot, conduttore televisivo e critico letterario francese († 2024)
- 1936 - Sandy Baron, attore statunitense († 2001)
- 1936 - Gaetano Brundu, pittore italiano († 2015)
- 1936 - Agostino Cordova, magistrato italiano († 2024)
- 1936 - Eugenio Riccomini, storico dell'arte, funzionario e politico italiano († 2023)
- 1936 - Mario Tiddia, calciatore e allenatore di calcio italiano († 2009)
- 1936 - Lucio Valle, politico e avvocato italiano († 2022)
- 1937 - Domenico Barbaro, mafioso italiano († 2016)
- 1937 - Delia Derbyshire, compositrice britannica († 2001)
- 1937 - Jan Harlan, regista e produttore cinematografico tedesco
- 1937 - Anatolij Kartašov, pallanuotista sovietico († 2005)
- 1937 - Oded Kotler, attore e regista israeliano
- 1937 - Trần Đức Lương, politico vietnamita († 2025)
- 1937 - John Martino, attore statunitense
- 1937 - Tarcisio Oberti, ex calciatore italiano
- 1937 - Giovan Battista Pirovano, calciatore italiano († 2014)
- 1937 - Guido Roberto Vitale, economista italiano († 2019)
- 1938 - Daniel Amit, fisico e pacifista israeliano († 2007)
- 1938 - Mijanou Bardot, attrice francese
- 1938 - Robert Lynn Carroll, paleontologo statunitense († 2020)
- 1938 - Antonino Drago, pacifista e fisico italiano
- 1938 - Ottavio Lurati, linguista e filologo svizzero († 2023)
- 1938 - Michael Murphy, attore statunitense
- 1938 - Adolf Scherer, calciatore cecoslovacco († 2023)
- 1938 - Jerzy Skolimowski, regista, sceneggiatore e attore polacco
- 1938 - Luigi Vertemati, politico e saggista italiano († 2012)
- 1938 - Barbara Wagner, ex pattinatrice artistica su ghiaccio canadese
- 1939 - Guido Bellini, generale italiano († 2023)
- 1939 - Ugo Fornari, psichiatra e scrittore italiano
- 1939 - Ray Gosling, giornalista e attivista inglese († 2013)
- 1939 - Federica Ranchi, attrice italiana († 2025)
- 1939 - Alison Seebohm, attrice britannica († 2015)
- 1939 - Bill Watts, ex wrestler, imprenditore e produttore televisivo statunitense
- 1940 - Giorgio Brigo, ex calciatore italiano
- 1940 - Gianni Bui, ex calciatore e allenatore di calcio italiano
- 1940 - Alberto Cappi, poeta italiano († 2009)
- 1940 - Lance Henriksen, attore statunitense
- 1940 - Michail Iosifovič Juzovskij, regista sovietico († 2016)
- 1940 - Stephen Kaltenbach, artista statunitense
- 1940 - Michael Lindsay-Hogg, regista statunitense
- 1940 - Michele Martelli, filosofo e saggista italiano
- 1940 - Adam Przeworski, politologo polacco
- 1940 - Lucy Simon, cantautrice e compositrice statunitense († 2022)
- 1940 - Lasse Åberg, attore, regista e sceneggiatore svedese
- 1941 - Terry Baker, ex giocatore di football americano statunitense
- 1941 - Georges Casolari, calciatore francese († 2012)
- 1941 - Stanley Cowell, pianista statunitense († 2020)
- 1941 - Romuald Figuier, cantautore francese
- 1941 - John Foster, filosofo britannico († 2009)
- 1941 - Craig T. James, politico statunitense
- 1941 - Anatolij Semenovič Levčenko, cosmonauta sovietico († 1988)
- 1941 - Massimo Quaini, geografo italiano († 2017)
- 1941 - Aleksandr Ragulin, hockeista su ghiaccio sovietico († 2004)
- 1942 - Marc Alaimo, attore statunitense
- 1942 - Silvano Ambrosioni, giocatore di baseball e allenatore di baseball italiano († 2004)
- 1942 - Bill Buntin, cestista statunitense († 1968)
- 1942 - Alceste Catella, vescovo cattolico italiano
- 1942 - Kjetil Hasund, ex calciatore norvegese
- 1942 - Sergio Pipan, giornalista e saggista italiano
- 1942 - Barbara Randolph, cantante e attrice statunitense († 2002)
- 1942 - Tammy Wynette, cantautrice statunitense († 1998)
- 1943 - Aldo Agosti, storico italiano
- 1943 - Cosimo Izzo, politico italiano († 2022)
- 1943 - Kasenetz-Katz, produttore discografico statunitense
- 1943 - Marsha Linehan, psicologa statunitense
- 1943 - Billie Moore, allenatrice di pallacanestro statunitense († 2022)
- 1943 - Michael Palin, attore, comico e scrittore britannico
- 1943 - Ignacio Ramonet, scrittore e giornalista spagnolo
- 1943 - Raphael, cantante e attore spagnolo
- 1943 - Dilys Watling, attrice e cantante inglese († 2021)
- 1943 - Macel Leilani Wilson, modella statunitense
- 1944 - Roman Džindžichašvili, scacchista statunitense
- 1944 - Bo Larsson, calciatore svedese († 2023)
- 1944 - Jorge Maya, cestista uruguaiano († 2022)
- 1944 - Christian de Portzamparc, architetto e urbanista francese
- 1944 - Roger Rees, attore gallese († 2015)
- 1944 - John Rhys-Davies, attore e doppiatore britannico
- 1944 - Mike Silliman, cestista statunitense († 2000)
- 1945 - César Alierta, dirigente d'azienda spagnolo († 2024)
- 1945 - Alain Gilles, cestista e allenatore di pallacanestro francese († 2014)
- 1945 - Charlie Gonzalez, politico statunitense
- 1945 - Fiorella Kostoris, economista italiana
- 1945 - Gabriele La Porta, giornalista, autore televisivo e conduttore televisivo italiano († 2019)
- 1945 - Ulla Lindstrom, modella, danzatrice e attrice tedesca († 1997)
- 1945 - Mario Napoli, giurista italiano († 2014)
- 1945 - René Taelman, allenatore di calcio e giornalista belga († 2019)
- 1945 - Michel Zink, filologo e storico della letteratura francese
- 1946 - Beth Carvalho, cantante, politica e compositrice brasiliana († 2019)
- 1946 - Ida Da Poian, ex arciera italiana
- 1946 - Edoardo De Martin, ex bobbista italiano
- 1946 - Romano Donzelli, ex calciatore italiano
- 1946 - Bruno Ferrero, presbitero e scrittore italiano
- 1946 - Richard Elliott Friedman, scrittore e biblista statunitense
- 1946 - Herm Gilliam, cestista statunitense († 2005)
- 1946 - Jim Kelly, attore e karateka statunitense († 2013)
- 1946 - Eddie Aikau, surfista statunitense († 1978)
- 1946 - Iskra Menarini, cantante italiana
- 1946 - Leif Mortensen, ex ciclista su strada danese
- 1946 - Victoria Mudd, regista statunitense
- 1946 - David Primo, ex calciatore israeliano
- 1946 - Hervé Revelli, ex calciatore e allenatore di calcio francese
- 1946 - Hisashi Sakaguchi, fumettista e animatore giapponese († 1995)
- 1946 - Gino Tellini, critico letterario italiano
- 1946 - Tom Turner, architetto inglese
- 1947 - Ahmed Adghirni, attivista berbero († 2020)
- 1947 - Malam Bacai Sanhá, politico guineense († 2012)
- 1947 - Bice Biagi, giornalista italiana († 2023)
- 1947 - Dan Gordon, regista, sceneggiatore e produttore televisivo statunitense
- 1947 - Gaye Hiçyilmaz, scrittrice britannica
- 1947 - Tommy Maxwell, ex giocatore di football americano statunitense
- 1947 - António Augusto dos Santos Marto, cardinale e vescovo cattolico portoghese
- 1947 - Mario Zimolo, ex calciatore italiano
- 1948 - Mats Bergman, attore svedese
- 1948 - Libero Corso Bovio, avvocato italiano († 2007)
- 1948 - Aleksandr Čumakov, calciatore sovietico († 2012)
- 1948 - John Dalli, politico maltese
- 1948 - John Atcherley Dew, cardinale e arcivescovo cattolico neozelandese
- 1948 - Pius Fischbach, ex calciatore svizzero
- 1948 - Drew Jarvie, ex calciatore scozzese
- 1948 - Ertuğrul Kürkçü, politico turco
- 1948 - Giusi La Ganga, politico italiano († 2020)
- 1948 - Richard Pacheco, ex attore pornografico statunitense
- 1948 - Willy Pérez, pilota motociclistico argentino
- 1948 - Javier Senosiain, architetto messicano
- 1948 - Gheorghe Tătaru, calciatore rumeno († 2004)
- 1948 - Bill Ward, batterista e compositore britannico
- 1949 - Maurizio Carnevali, pittore e scultore italiano
- 1949 - Roberto Cecchi, architetto italiano
- 1949 - Étienne Chicot, attore francese († 2018)
- 1949 - Julio Dalmao, ex calciatore uruguaiano
- 1949 - David Dumville, storico e medievista britannico († 2024)
- 1949 - Haruo Kamimura, goista giapponese († 2022)
- 1949 - Tony Parkes, ex calciatore e allenatore di calcio inglese
- 1949 - Roberto José Corrêa, cestista brasiliano († 2021)
- 1949 - Ron Smith, allenatore di calcio e ex calciatore inglese
- 1949 - Larry Steele, ex cestista e allenatore di pallacanestro statunitense
- 1949 - David Toop, compositore, scrittore e giornalista britannico
- 1950 - Joseph Abboud, stilista statunitense
- 1950 - Googoosh, cantante e attrice iraniana
- 1950 - Fedele La Sorsa, giornalista italiano
- 1950 - Maggie MacNeal, cantante olandese
- 1950 - Roy McPipe, ex cestista statunitense
- 1950 - Robby Steinhardt, violinista, cantante e compositore statunitense († 2021)
- 1950 - Todd Strasser, scrittore statunitense
- 1951 - Angelo Altea, politico e giornalista italiano
- 1951 - Marion Bailey, attrice britannica
- 1951 - Nick Bebout, giocatore di football americano statunitense
- 1951 - Cesare Butti, allenatore di calcio e ex calciatore italiano
- 1951 - Maria Cristina Giongo, giornalista e scrittrice italiana
- 1951 - Cyprien Katsaris, pianista francese
- 1951 - Liminha, musicista, polistrumentista e produttore discografico brasiliano
- 1951 - Helga Lindner, nuotatrice tedesca orientale († 2021)
- 1952 - Franco Caccia, ex calciatore italiano
- 1952 - Moshe Gafni, politico israeliano
- 1952 - William Thomas Hallenback, attivista e pacifista statunitense († 2009)
- 1952 - Lothar Huber, allenatore di calcio e ex calciatore tedesco
- 1952 - Guia Jelo, attrice italiana
- 1952 - Jean Laffitte, vescovo cattolico francese
- 1952 - Ed Lee, politico statunitense († 2017)
- 1952 - Jorge Llopart, marciatore spagnolo († 2020)
- 1952 - Bobo Mainini, ex pilota di rally e paraciclista italiano
- 1952 - Makoto Masuzawa, architetto giapponese († 1990)
- 1952 - Stelios Mygiakīs, ex lottatore greco
- 1952 - Chuck Rolando, musicista e cantante statunitense
- 1952 - Stefan Semmler, ex canottiere tedesco
- 1952 - Alex Webb, fotografo statunitense
- 1953 - Luciano Garofano, biologo italiano
- 1953 - Dieter Zetsche, ingegnere e imprenditore tedesco
- 1953 - Adolfo Zordan, politico italiano
- 1954 - Judith Beck, psicologa statunitense
- 1954 - Chahla Beski-Chafiq, scrittrice e sociologa iraniana
- 1954 - Yvon Briant, politico francese († 1992)
- 1954 - Melvin Jackson, ex giocatore di football americano statunitense
- 1955 - David Bueso, ex calciatore honduregno
- 1955 - Alain Caron, bassista canadese
- 1955 - Melinda Culea, attrice, illustratrice e scrittrice statunitense
- 1955 - Emil Klein, violoncellista e direttore d'orchestra rumeno († 2004)
- 1955 - Lisa Jane Persky, attrice e scrittrice statunitense
- 1955 - Frankie Michaels, attore statunitense († 2016)
- 1955 - Sowlat Mortazavi, politico iraniano
- 1955 - Idan Ofer, imprenditore israeliano
- 1955 - Serge Telle, politico e diplomatico francese
- 1955 - Mehmet Terzi, ex maratoneta turco
- 1955 - Giōrgos Zīndros, ex calciatore greco
- 1956 - Mara Cubeddu, cantante italiana
- 1956 - Lisa Eilbacher, attrice statunitense
- 1956 - Marva Hicks, cantante e attrice statunitense († 2022)
- 1956 - Gulshan Kumar, produttore cinematografico e produttore discografico indiano († 1997)
- 1956 - Joachim Lätsch, attore tedesco
- 1956 - Linda Laura Sabbadini, statistica italiana
- 1957 - Marc Dugain, scrittore, regista e sceneggiatore francese
- 1957 - Buddy Giovinazzo, regista, sceneggiatore e scrittore statunitense
- 1957 - Richard E. Grant, attore britannico
- 1957 - Peter Howitt, regista, attore e sceneggiatore britannico
- 1957 - Małgorzata Kidawa-Błońska, politica e sociologa polacca
- 1957 - Domenico Marocchino, ex calciatore italiano
- 1957 - Mike Mastrullo, allenatore di hockey su ghiaccio e ex hockeista su ghiaccio statunitense
- 1957 - Lowes Moore, ex cestista statunitense
- 1957 - Michele Pelillo, politico italiano
- 1957 - Erik Puchaev, politico georgiano
- 1957 - Sergio Romanò, doppiatore, dialoghista e direttore del doppiaggio italiano
- 1958 - Ron Arad, aviatore e militare israeliano
- 1958 - Isabelle Arène, ex tuffatrice francese
- 1958 - Emanuela Cortesi, cantante italiana
- 1958 - Serse Cosmi, allenatore di calcio italiano
- 1958 - Thorill Gylder, ex marciatrice norvegese
- 1958 - Junichi Hirokami, direttore d'orchestra giapponese
- 1958 - Viktor Kaplun, ex calciatore sovietico
- 1958 - Greg Leon, chitarrista statunitense
- 1958 - Irena Linka, ex cestista polacca
- 1958 - Franco Maresco, regista, sceneggiatore e montatore italiano
- 1958 - Aurélien Recoing, attore francese
- 1958 - Song Weigang, ex pallanuotista cinese
- 1958 - Paul Stancliffe, ex calciatore inglese
- 1959 - Jorge Caraballo, ex calciatore uruguaiano
- 1959 - Kimberlé Crenshaw, giurista e attivista statunitense
- 1959 - Gary Dubin, attore e doppiatore inglese († 2016)
- 1959 - David Lawrence, cestista e allenatore di pallacanestro statunitense († 2017)
- 1959 - Ian McCulloch, cantante britannico
- 1959 - Peter Molyneux, autore di videogiochi britannico
- 1959 - Richard Mwanza, calciatore zambiano († 1993)
- 1959 - William Reeves, animatore canadese
- 1959 - Steve Stevens, chitarrista statunitense
- 1959 - Floyd Streete, ex calciatore giamaicano
- 1959 - Matthias Theodor Vogt, storico e musicologo tedesco
- 1960 - Kaye Gibbons, scrittrice statunitense
- 1960 - Knut Hagen, allenatore di calcio e ex calciatore norvegese
- 1960 - Samir Kassir, docente, giornalista e attivista libanese († 2005)
- 1960 - Shaker Mahmoud, ex calciatore iracheno
- 1960 - Nicola Provenza, politico e allenatore di calcio italiano
- 1960 - Jorge Quiroga Ramírez, politico boliviano
- 1960 - Kurt Sutter, sceneggiatore, produttore televisivo e regista statunitense
- 1960 - Douglas Wheelock, astronauta e militare statunitense
- 1961 - Flavio Boltro, trombettista italiano
- 1961 - Michael Cates, fisico britannico
- 1961 - Mike Dunleavy, politico statunitense
- 1961 - Éric Humbertclaude, musicista, compositore e musicologo francese
- 1961 - Ali Hussein, calciatore iracheno († 2016)
- 1961 - Sam Merriman, ex giocatore di football americano statunitense
- 1961 - Andrea Pisano, ex pallanuotista e allenatore di pallanuoto italiano
- 1961 - Tom Schanley, attore statunitense
- 1961 - Luís Sobrinho, ex calciatore portoghese
- 1961 - Rob Williams, cestista statunitense († 2014)
- 1962 - Mohamed Abdullahi Mohamed Farmajo, politico somalo
- 1962 - Rodica Arba, ex canottiera romena
- 1962 - Adelfa Calvo, attrice spagnola
- 1962 - Sot Chitalada, ex pugile thailandese
- 1962 - Luigi Garlando, giornalista e scrittore italiano
- 1962 - Nicolas Vanier, scrittore e regista francese
- 1962 - Kaoru Wada, compositore giapponese
- 1963 - Silvano Barco, ex fondista italiano
- 1963 - Dan Berglund, contrabbassista svedese
- 1963 - Agustín Castillo, allenatore di calcio e ex calciatore peruviano
- 1963 - James LaBrie, cantante canadese
- 1963 - Lai Runming, ex sollevatore cinese
- 1963 - Duke McKenzie, ex pugile britannico
- 1963 - Silvio Mirarchi, militare italiano († 2016)
- 1963 - Jeffrey Marc Monforton, vescovo cattolico statunitense
- 1963 - Renato Raimo, attore italiano
- 1963 - Scott Westerfeld, scrittore statunitense
- 1964 - Bob Buczkowski, giocatore di football americano statunitense († 2018)
- 1964 - Maurizio Catenacci, ex hockeista su ghiaccio italiano
- 1964 - Jean-François Copé, politico francese
- 1964 - Rostam Ghasemi, politico e generale iraniano († 2022)
- 1964 - Tom Gulbrandsen, ex calciatore norvegese
- 1964 - Heike Henkel, ex altista tedesca
- 1964 - Jang Jung, allenatore di calcio e ex calciatore sudcoreano
- 1964 - Alberto Mastromarino, baritono italiano († 2025)
- 1964 - Michael Mukoma, ex maratoneta keniota
- 1964 - Don Payne, sceneggiatore e produttore televisivo statunitense († 2013)
- 1964 - Alessandra Sardoni, giornalista italiana
- 1964 - Mauro Sarni, culturista italiano
- 1964 - Saverio Simonelli, giornalista, scrittore e traduttore italiano
- 1964 - Minami Takayama, doppiatrice e cantante giapponese
- 1965 - Nathalie Colin-Oesterlé, politica francese
- 1965 - Leonel Cárcamo, allenatore di calcio e ex calciatore salvadoregno
- 1965 - Heike Faber, attrice e musicista tedesca
- 1965 - Fei Junlong, astronauta cinese
- 1965 - Orlando Graham, ex cestista statunitense
- 1965 - Jean-Pierre Heynderickx, dirigente sportivo e ex ciclista su strada belga
- 1965 - Mark Keller, attore e cantante tedesco
- 1965 - Jolanda Kindle, ex sciatrice alpina liechtensteinese
- 1965 - Leslie Law, cavaliere britannico
- 1965 - Lee Moon-young, ex calciatore sudcoreano
- 1965 - Francisco Villarroel, avvocato, scrittore e produttore cinematografico venezuelano
- 1965 - Oleh Zozulja, allenatore di calcio a 5 e ex giocatore di calcio a 5 ucraino
- 1966 - Shawn Drover, batterista e chitarrista canadese
- 1966 - Ljubov' Egorova, ex fondista russa
- 1966 - Alessandra Giungi, ex judoka italiana
- 1966 - Salvador Illa, politico spagnolo
- 1966 - Martin Knöri, ex sciatore alpino svizzero
- 1966 - Sergej Stanišev, politico bulgaro
- 1966 - Tomáš Stúpala, ex calciatore slovacco
- 1966 - Josh Weinstein, sceneggiatore statunitense
- 1967 - Guy Accoceberry, ex rugbista a 15, dirigente sportivo e politico francese
- 1967 - Paolo Baraldi, fotografo e giornalista italiano
- 1967 - Carlos Alberto Dias, ex calciatore brasiliano
- 1967 - Maximiliano Guerra, ballerino e coreografo argentino
- 1967 - Kim Hyun-seok, ex calciatore sudcoreano
- 1967 - Takehito Koyasu, doppiatore e cantante giapponese
- 1967 - Małgorzata Książkiewicz, tiratrice a segno polacca
- 1967 - Paul Gerard Martin, arcivescovo cattolico neozelandese
- 1967 - Sean Reck, ex calciatore inglese
- 1967 - Sašo Robič, sciatore alpino e allenatore di sci alpino sloveno († 2010)
- 1967 - Max Tegmark, cosmologo svedese
- 1968 - Boban Babunski, allenatore di calcio e ex calciatore macedone
- 1968 - Dejan Djuranović, allenatore di calcio e ex calciatore sloveno
- 1968 - Geert Emmerechts, allenatore di calcio e ex calciatore belga
- 1968 - Jurij Kalytvyncev, allenatore di calcio e ex calciatore ucraino
- 1968 - Dariusz Michalczewski, ex pugile polacco
- 1968 - Miho Morikawa, cantante, attrice e ex modella giapponese
- 1968 - Ol'ga Sidorova, ex schermitrice russa
- 1968 - John Soko, calciatore zambiano († 1993)
- 1968 - Indrek Varblane, ex cestista estone
- 1969 - Johan Abma, ex calciatore olandese
- 1969 - Adrian Carmack, artista statunitense
- 1969 - Michelle Freeman, ex ostacolista e velocista giamaicana
- 1969 - Anderson Hunt, ex cestista statunitense
- 1969 - Sabrina Marinucci, attrice italiana
- 1969 - Sophie Moniotte, ex danzatrice su ghiaccio francese
- 1969 - Pieter Muller, ex rugbista a 15 e allenatore di rugby a 15 sudafricano
- 1970 - Will Arnett, attore, doppiatore e comico canadese
- 1970 - Daniele Crosta, ex schermidore italiano
- 1970 - LaPhonso Ellis, ex cestista statunitense
- 1970 - Kenji Eno, compositore giapponese († 2013)
- 1970 - Noriko Ishibashi, ex calciatrice giapponese
- 1970 - Stefan Landberg, ex calciatore svedese
- 1970 - Zorana Mihajlović, politica serba
- 1970 - Wilfried Nelissen, ex ciclista su strada belga
- 1970 - Svjatoslav Ševčuk, arcivescovo cattolico ucraino
- 1970 - Viktor Sinjak, ex sollevatore sovietico
- 1970 - Tim Wynn, compositore statunitense
- 1971 - Silvia Brum, ex cestista italiana
- 1971 - Choi Eun-sung, ex calciatore sudcoreano
- 1971 - Gianni Costantino, regista e direttore del casting italiano
- 1971 - Roberto Fernandes, allenatore di calcio brasiliano
- 1971 - Valentina Ghio, politica italiana
- 1971 - Anette Hoffmann, ex pallamanista danese
- 1971 - Andrew Lockley, effettista britannico
- 1971 - Enzo Miccio, conduttore televisivo italiano
- 1971 - Harold Miner, ex cestista statunitense
- 1971 - John Owen-Jones, attore e cantante gallese
- 1971 - Hajime Tabata, autore di videogiochi giapponese
- 1972 - Brigitta Boccoli, attrice e showgirl italiana
- 1972 - Rushia Brown, ex cestista statunitense
- 1972 - Laurent Capet, ex pallavolista e allenatore di pallavolo francese
- 1972 - James Cracknell, canottiere britannico
- 1972 - Lenka Ilavská, ex ciclista su strada e mountain biker slovacca
- 1972 - Naoki Mori, ex calciatore giapponese
- 1972 - Žigmund Pálffy, allenatore di hockey su ghiaccio e ex hockeista su ghiaccio slovacco
- 1972 - Mikael Renberg, ex hockeista su ghiaccio svedese
- 1972 - Devin Townsend, cantante, chitarrista e produttore discografico canadese
- 1972 - Danie de Villiers, allenatore di rugby a 15 sudafricano
- 1973 - Brooke Ashley, ex attrice pornografica sudcoreana
- 1973 - Marika Aurigemma, ex cestista italiana
- 1973 - Andreas Bausewein, politico tedesco
- 1973 - Francesco Filidei, compositore e organista italiano
- 1973 - Yolanda García, ex cestista spagnola
- 1973 - Pascal Gentil, taekwondoka francese
- 1973 - Nicola Guaglianone, sceneggiatore italiano
- 1973 - Johan Hedberg, ex hockeista su ghiaccio svedese
- 1973 - Barbara Livi, attrice italiana
- 1973 - Muhsin Muhammad, ex giocatore di football americano statunitense
- 1973 - Alex Namazaba, ex calciatore zambiano
- 1973 - Filip Remunda, regista, direttore della fotografia e produttore cinematografico ceco
- 1973 - Francesca Rinaldi, attrice e doppiatrice italiana
- 1974 - Seiji Ara, pilota automobilistico giapponese
- 1974 - Ngassam Falemi, ex calciatore rumeno
- 1974 - Tarje Nordstrand Jacobsen, dirigente sportivo e ex calciatore norvegese
- 1974 - Sheri Sam, ex cestista e allenatrice di pallacanestro statunitense
- 1974 - Rúnar Páll Sigmundsson, allenatore di calcio e ex calciatore islandese
- 1975 - Natane Adcock, supermodella statunitense
- 1975 - Víctor Alemany, ex cestista spagnolo
- 1975 - Teresa Ciabatti, scrittrice e sceneggiatrice italiana
- 1975 - Santiago González Bonorino, ex rugbista a 15 argentino
- 1975 - Andrej Hauptman, dirigente sportivo e ex ciclista su strada sloveno
- 1975 - Mebrahtom Keflezighi, ex maratoneta eritreo
- 1975 - Pete Lau, imprenditore cinese
- 1975 - Li Wei, ex calciatore cinese
- 1975 - Zoran Miserdovski, ex calciatore macedone
- 1975 - Tanya Tagaq Gillis, cantante canadese
- 1975 - Patrick Tambwé, ex maratoneta della Repubblica Democratica del Congo
- 1976 - Hi-Tek, rapper, disc jockey e produttore discografico statunitense
- 1976 - Déborah Heissler, poetessa e saggista francese
- 1976 - Jose Llana, attore filippino
- 1976 - Anastasios Pantos, ex calciatore greco
- 1976 - Markus Ringberg, allenatore di calcio e calciatore svedese
- 1976 - Juan Pablo Sorín, dirigente sportivo e ex calciatore argentino
- 1976 - Sage Stallone, attore statunitense († 2012)
- 1976 - Bradly Tomberlin, supermodello e fotografo statunitense
- 1976 - Duke Udi, ex calciatore nigeriano
- 1976 - Jeremy Michael Ward, musicista statunitense († 2003)
- 1976 - Jerod Ward, ex cestista statunitense
- 1977 - Dmitrij Bykov, hockeista su ghiaccio russo
- 1977 - Choi Kang-hee, attrice e conduttrice radiofonica sudcoreana
- 1977 - Virginie Efira, attrice e conduttrice televisiva belga
- 1977 - Branko Jelić, ex calciatore serbo
- 1977 - Gianbattista La Rocca, dirigente d'azienda italiano
- 1977 - Shaka Massey, ex cestista statunitense
- 1977 - Makaya Nsilulu, ex calciatore della Repubblica Democratica del Congo
- 1977 - Jessica Schwarz, attrice tedesca
- 1977 - Dimităr Telkijski, ex calciatore bulgaro
- 1977 - Goce Toleski, ex calciatore macedone
- 1978 - Santiago Cabrera, attore cileno
- 1978 - Bréiner Castillo, ex calciatore colombiano
- 1978 - Mohamed Ali Diallo, ex calciatore burkinabé
- 1978 - Rashad Phillips, ex cestista statunitense
- 1978 - Riad Sattouf, fumettista e regista francese
- 1978 - Mus'ab Hasan Yusuf, agente segreto palestinese
- 1979 - Augusto Andaveris, ex calciatore boliviano
- 1979 - Sara Bertoli, pentatleta italiana
- 1979 - Marco Claúdio, ex calciatore portoghese
- 1979 - Chris Cook, ex nuotatore britannico
- 1979 - Simone Ercoli, nuotatore italiano
- 1979 - Alessia Ghilardi, ex pallavolista italiana
- 1979 - Cedric van der Gun, ex calciatore olandese
- 1979 - Márcio Alexandre Henriques Gonçalves dos Santos, ex calciatore portoghese
- 1979 - Vincent Kartheiser, attore statunitense
- 1979 - Mio Otani, ex calciatrice giapponese
- 1979 - Samanta Piccinetti, attrice italiana
- 1979 - Robertas Poškus, ex calciatore lituano
- 1979 - Pierre Sage, allenatore di calcio e dirigente sportivo francese
- 1979 - Maksïm Samçenko, ex calciatore kazako
- 1979 - Charmane Star, ex attrice pornografica filippina
- 1979 - Akihito Tsukushi, illustratore, fumettista e designer giapponese
- 1979 - Martin Sweet, chitarrista, cantante e bassista svedese
- 1979 - Engin Çeber, attivista turco († 2008)
- 1980 - Silvan Aegerter, ex calciatore svizzero
- 1980 - Yossi Benayoun, dirigente sportivo e ex calciatore israeliano
- 1980 - Somaya Bousaid, atleta paralimpica tunisina
- 1980 - Dominic Callori, ex cestista statunitense
- 1980 - Thomas Dubiez, ex cestista francese
- 1980 - Maia Hirasawa, cantautrice svedese
- 1980 - DerMarr Johnson, ex cestista statunitense
- 1980 - Abdelkarim Kissi, ex calciatore marocchino
- 1980 - Julia Kleiter, soprano tedesco
- 1980 - Rodolfo Lima, ex calciatore portoghese
- 1980 - Alberto Lopo, ex calciatore spagnolo
- 1980 - Cyrille Makanda, ex cestista camerunese
- 1980 - Hellings Mwakasungula, ex calciatore malawiano
- 1980 - Nick Nuyens, dirigente sportivo e ex ciclista su strada belga
- 1980 - Martin Retov, ex calciatore danese
- 1980 - Kingone Wang, attore e cantante taiwanese
- 1981 - Paolo Acerbis, calciatore italiano
- 1981 - Yazeed Al-Rajhi, pilota di rally saudita
- 1981 - TeJay Anderson, ex cestista e allenatore di pallacanestro statunitense
- 1981 - Rafael Bracalli, dirigente sportivo e ex calciatore brasiliano
- 1981 - John Kristian Dahl, fondista norvegese
- 1981 - Craig David, cantante britannico
- 1981 - Tito El Bambino, cantante portoricano
- 1981 - Danielle Fishel, attrice e regista televisiva statunitense
- 1981 - Ian Gardner, pugile canadese
- 1981 - Mariano González, ex calciatore argentino
- 1981 - Þóra Björg Helgadóttir, calciatrice islandese
- 1981 - Sami Jauhojärvi, ex fondista finlandese
- 1981 - Zach McGowan, attore e doppiatore statunitense
- 1981 - Johann Paul, calciatore francese
- 1981 - Soren Thompson, schermidore statunitense
- 1981 - Dennis Zimmermann, ex giocatore di football americano tedesco
- 1982 - Ferrie Bodde, ex calciatore olandese
- 1982 - Velibor Đurić, ex calciatore bosniaco
- 1982 - Andreas Haddad, ex calciatore svedese
- 1982 - Przemysław Kaźmierczak, ex calciatore polacco
- 1982 - Daniel Paulista, allenatore di calcio e ex calciatore brasiliano
- 1982 - Krishna Poonia, politica e ex discobola indiana
- 1982 - Teresa Portela, canoista spagnola
- 1982 - Jan Rezek, calciatore ceco
- 1982 - Enrico Rossi, ex ciclista su strada e pistard italiano
- 1982 - Sándor Torghelle, ex calciatore ungherese
- 1982 - Adrián Vázquez Lázara, politico spagnolo
- 1982 - Burak Yeter, disc jockey e produttore discografico turco
- 1982 - Ahmad al-Shara', politico e militare siriano
- 1983 - Wilmer Aguirre, calciatore peruviano
- 1983 - Ben Atiga, rugbista a 15 neozelandese
- 1983 - Jean Rémy Bitana, ex calciatore ruandese
- 1983 - Stefan Bliem, calciatore austriaco
- 1983 - Jason Brown, ex giocatore di football americano statunitense
- 1983 - Henry Cavill, attore britannico
- 1983 - Tiago De Bail, ex giocatore di calcio a 5 brasiliano
- 1983 - Diego Ferrero, ex cestista argentino
- 1983 - Mabel Gay, triplista cubana
- 1983 - Marc Hérold Gracien, ex calciatore haitiano
- 1983 - Deuce Lutui, ex giocatore di football americano tongano
- 1983 - Lloyd Mumba, calciatore zambiano († 2008)
- 1983 - Joseph Nwafor, ex calciatore nigeriano
- 1983 - Kōta Ogi, ex calciatore giapponese
- 1983 - Davide Simonetta, musicista e compositore italiano
- 1983 - Corina Ssuschke, pallavolista tedesca
- 1983 - Shūsuke Tsubouchi, ex calciatore giapponese
- 1983 - Giacomo Vassanelli, ex nuotatore italiano
- 1983 - Joan Verdú, allenatore di calcio e ex calciatore spagnolo
- 1983 - Diego Viana, ex calciatore brasiliano
- 1983 - Annie Villeneuve, cantante canadese
- 1983 - Gianpietro Zecchin, allenatore di calcio e ex calciatore italiano
- 1984 - Christopher Birchall, ex calciatore trinidadiano
- 1984 - Mike Brown, ex nuotatore canadese
- 1984 - Azzurra Cancelleri, politica italiana
- 1984 - Davide Caremi, ex calciatore italiano
- 1984 - Donata Columbro, giornalista italiana
- 1984 - Andrea Guatelli, calciatore italiano
- 1984 - Anne Horak Gallagher, attrice, cantante e ballerina statunitense
- 1984 - Shawn Huff, ex cestista finlandese
- 1984 - Hwang Jin-sung, ex calciatore sudcoreano
- 1984 - Radosław Janukiewicz, calciatore polacco
- 1984 - Silla, rapper tedesco
- 1984 - Gareth Steenson, rugbista a 15 e allenatore di rugby a 15 irlandese
- 1985 - Luís Carlos Correia Pinto, ex calciatore portoghese
- 1985 - Chiara Di Iulio, ex pallavolista italiana
- 1985 - Clark Duke, attore statunitense
- 1985 - Bárbara Elorrieta, attrice spagnola
- 1985 - Emanuele Giaccherini, ex calciatore italiano
- 1985 - David Grace, giocatore di snooker inglese
- 1985 - Kwadwo Poku, ex calciatore ghanese
- 1985 - Ricardo Hocevar, ex tennista brasiliano
- 1985 - Tsepo Masilela, ex calciatore sudafricano
- 1985 - Muḥammad Rabīʿ Miftāḥ, ex calciatore algerino
- 1985 - Shōko Nakagawa, modella, cantante e doppiatrice giapponese
- 1985 - Bruno Simão, ex calciatore portoghese
- 1985 - P.J. Tucker, cestista statunitense
- 1985 - Benedetta Valanzano, attrice italiana
- 1985 - David Witteveen, ex calciatore austriaco
- 1985 - Daniela Di Giacomo, modella venezuelana
- 1986 - Alexis Arts, illusionista, attore e ballerino italiano
- 1986 - Bart Baker, comico, cantante e rapper statunitense
- 1986 - Markel Bergara, ex calciatore spagnolo
- 1986 - Alexandrina Cabral, pallamanista portoghese
- 1986 - Marcos Cáceres, calciatore paraguaiano
- 1986 - Thomas De Min, ex cestista italiano
- 1986 - Yannick Djaló, ex calciatore guineense
- 1986 - Jason Fuchs, attore, sceneggiatore e produttore cinematografico statunitense
- 1986 - Kouhyar Goudarzi, giornalista e attivista iraniano
- 1986 - Jermaine Gumbs, ex calciatore anguillano
- 1986 - Tinja-Riikka Korpela, calciatrice finlandese
- 1986 - Markus Kuhn, ex giocatore di football americano tedesco
- 1986 - Pavlo Kyrylenko, avvocato e politico ucraino
- 1986 - Johan Lædre Bjørdal, ex calciatore norvegese
- 1986 - Francesco Masciarelli, ex ciclista su strada italiano
- 1986 - Abdelmalek Mokdad, calciatore algerino
- 1986 - Bokang Montjane, modella sudafricana
- 1986 - Luca Napolitano, cantautore italiano
- 1986 - Sara Pellegrini, fondista italiana
- 1986 - Gaia Rayneri, scrittrice italiana
- 1986 - Keith Rivers, giocatore di football americano statunitense
- 1986 - Michael Timisela, ex calciatore olandese
- 1986 - Sølvi Vatnhamar, calciatore faroese
- 1986 - Arnaud Vidaller, ex giocatore di football americano e allenatore di football americano francese
- 1986 - Cole Tinkler, calciatore neozelandese
- 1987 - Leslain Baird, giavellottista guyanese
- 1987 - Matthew Brittain, canottiere sudafricano
- 1987 - Ekaterina Bukina, lottatrice russa
- 1987 - Jessie Cave, attrice britannica
- 1987 - Gennadij Čurilov, hockeista su ghiaccio russo († 2011)
- 1987 - Graham Dorrans, calciatore scozzese
- 1987 - Eric Godoy, ex calciatore cileno
- 1987 - Lee Hup Wei, altista malaysiano
- 1987 - Jakub Rada, calciatore ceco
- 1987 - Marija Šestić, cantante bosniaca
- 1987 - Agnese Soli, cestista italiana
- 1987 - Leonel Vangioni, calciatore argentino
- 1987 - Germán Voboril, ex calciatore argentino
- 1987 - Colton Yellow Horn, hockeista su ghiaccio canadese
- 1987 - Hardlife Zvirekwi, calciatore zimbabwese
- 1988 - Adele, cantautrice britannica
- 1988 - Ra'ed Al-Nawateer, calciatore giordano
- 1988 - Kevin Alston, ex calciatore statunitense
- 1988 - Stanislav Andreyev, calciatore uzbeko
- 1988 - Denys Berinčyk, pugile ucraino
- 1988 - Fatos Bećiraj, ex calciatore montenegrino
- 1988 - Agustín Díaz, calciatore argentino
- 1988 - Frickson Erazo, ex calciatore ecuadoriano
- 1988 - Erik Falkenburg, calciatore olandese
- 1988 - Vitor Faverani, cestista brasiliano
- 1988 - Robert Garrett, calciatore nordirlandese
- 1988 - Brooke Hogan, cantante, modella e attrice statunitense
- 1988 - Romy Kasper, ciclista su strada e pistard tedesca
- 1988 - Ivan Maeŭski, ex calciatore bielorusso
- 1988 - Il'dar Nugumanov, giocatore di calcio a 5 russo
- 1988 - Shadrack Ramoni, calciatore salomonese
- 1988 - Risto Ristović, calciatore serbo
- 1988 - Audrey Robichaud, sciatrice freestyle canadese
- 1988 - Karl Schulze, canottiere tedesco
- 1988 - Son Tae-jin, taekwondoka sudcoreano
- 1988 - China Soul, cantante e compositrice statunitense
- 1988 - Skye Sweetnam, cantante canadese
- 1989 - Gonzalo Bazán, ex calciatore argentino
- 1989 - Chris Brown, cantautore, ballerino e produttore discografico statunitense
- 1989 - Kurt Calleja, cantante maltese
- 1989 - Jessica Clarke, calciatrice inglese
- 1989 - Matteo Coppini, calciatore sammarinese
- 1989 - Miriam Corsini, nuotatrice italiana
- 1989 - Mario Cuéllar, calciatore boliviano
- 1989 - Mike Daniels, giocatore di football americano statunitense
- 1989 - Mario Fischer, ex hockeista su ghiaccio austriaco
- 1989 - Jamell Fleming, giocatore di football americano statunitense
- 1989 - Melissa Goodall, ex cestista statunitense
- 1989 - Koyoharu Gotōge, fumettista giapponese
- 1989 - Anna Hasselborg, giocatrice di curling svedese
- 1989 - Agnes Knochenhauer, giocatrice di curling svedese
- 1989 - Geneviève Lacasse, hockeista su ghiaccio canadese
- 1989 - Steven Legendre, ginnasta statunitense
- 1989 - Lu Jingjing, tennista cinese
- 1989 - Perica Marošević, ex calciatore statunitense
- 1989 - Mrisho Ngasa, calciatore tanzaniano
- 1989 - Fran Pilepić, cestista croato
- 1989 - Victor Ramos Ferreira, ex calciatore brasiliano
- 1989 - Sekou Junior Sanogo, calciatore ivoriano
- 1989 - Michael Scheikl, ex slittinista austriaco
- 1989 - Radoje Vujošević, cestista montenegrino
- 1989 - Larissa Wilson, attrice britannica
- 1989 - Alla Čerkasova, lottatrice ucraina
- 1990 - Elisa Cardani, ex pallavolista italiana
- 1990 - Matteo Ciacci, politico sammarinese
- 1990 - Rodrigo Depetris, calciatore argentino
- 1990 - Jack Doyle, ex giocatore di football americano statunitense
- 1990 - João Góis, calciatore portoghese
- 1990 - Justin Kuritzkes, sceneggiatore e drammaturgo statunitense
- 1990 - Johan Larsson, calciatore svedese
- 1990 - Edu Martínez, cestista spagnolo
- 1990 - Chidi Omeje, calciatore nigeriano
- 1990 - Miloš Petrović, calciatore serbo
- 1990 - Nina Rosić, pallavolista serba
- 1990 - Bakary Saré, ex calciatore ivoriano
- 1990 - Joanna Semmelrogge, attrice tedesca
- 1990 - Ana Šimić, altista croata
- 1990 - Njurhun Skrjabin, lottatore bielorusso
- 1990 - Song Ji-eun, cantante e attrice sudcoreana
- 1990 - Marco Volpato, pallavolista italiano
- 1990 - Olena Voronina, schermitrice ucraina
- 1990 - Kazuma Watanabe, pilota motociclistico giapponese
- 1991 - István Bognár, calciatore ungherese
- 1991 - Jonathan Bostic, giocatore di football americano statunitense
- 1991 - Dillaz, rapper e produttore discografico portoghese
- 1991 - Ofir Davidzada, calciatore israeliano
- 1991 - Sam Gallagher, calciatore australiano
- 1991 - José González Joly, ex calciatore panamense
- 1991 - Giorgi Gvelesiani, calciatore georgiano
- 1991 - Raúl Jiménez, calciatore messicano
- 1991 - Tomislav Karaula, taekwondoka croato
- 1991 - Anna Kovalenko, politica, attivista e giornalista ucraina
- 1991 - Mariana Magaña, attrice messicana
- 1991 - Brent Urban, giocatore di football americano canadese
- 1991 - Eva Vik, regista, sceneggiatrice e produttrice cinematografica ceca
- 1991 - Robin de Kruijf, ex pallavolista olandese
- 1992 - Jordin Andrade, ostacolista capoverdiano
- 1992 - Ilja Antonov, calciatore estone
- 1992 - Giacomo Berlato, ciclista su strada e mountain biker italiano
- 1992 - Andreas Blomqvist, calciatore svedese
- 1992 - Goran Čaušić, calciatore serbo
- 1992 - Craig Clay, calciatore inglese
- 1992 - Mahmoud Ezzat, calciatore egiziano
- 1992 - Kendall Gray, cestista statunitense
- 1992 - Jaron Johnson, cestista statunitense
- 1992 - Jakub Jugas, calciatore ceco
- 1992 - Loïck Landre, calciatore francese
- 1992 - Thomas Mayrpeter, ex sciatore alpino e sciatore freestyle austriaco
- 1992 - Mora, cantante e produttore discografico portoricano
- 1992 - Danny Ocean, cantante e produttore discografico venezuelano
- 1992 - DeNesha Stallworth, ex cestista statunitense
- 1992 - Luismi, calciatore spagnolo
- 1993 - Rosco Allen, cestista ungherese
- 1993 - Jalen Cannon, cestista statunitense
- 1993 - Samantha Cash, pallavolista statunitense
- 1993 - Juri Cisotti, calciatore italiano
- 1993 - Katia Coppola, giocatrice di calcio a 5 e ex calciatrice italiana
- 1993 - Ammanuel Diressa, cestista canadese
- 1993 - Jordan Green, ex cestista statunitense
- 1993 - Rafaīl Koumentakīs, pallavolista greco
- 1993 - Marius Kusch, nuotatore tedesco
- 1993 - Kathrine Larsen, calciatrice danese
- 1993 - Damion Lowe, calciatore giamaicano
- 1993 - Max Niederlag, ex pistard tedesco
- 1993 - Francine Niyonsaba, mezzofondista burundese
- 1993 - Amer Ordagić, calciatore bosniaco
- 1993 - Adelina Pastor, ex velocista rumena
- 1993 - Danijel Petković, calciatore montenegrino
- 1993 - Ștefan Popescu, ex calciatore rumeno
- 1993 - Vadim Rață, calciatore moldavo
- 1993 - Steffen Skogvang Pedersen, ex giocatore di calcio a 5 e calciatore norvegese
- 1993 - Callum Tapping, calciatore scozzese
- 1993 - Vladislav Truškin, cestista russo
- 1994 - Talat Altunbey, cestista turco
- 1994 - Amari'i Bell, calciatore giamaicano
- 1994 - Mattia Caldara, calciatore italiano
- 1994 - Terrence Dzvukamanja, calciatore zimbabwese
- 1994 - Henk Lategan, pilota di rally sudafricano
- 1994 - Lucas López, ex calciatore uruguaiano
- 1994 - Rashid Mandawa, calciatore tanzaniano
- 1994 - Javier Manquillo, calciatore spagnolo
- 1994 - Lukas O'Connor, giocatore di football americano statunitense
- 1994 - Artëm Okulov, sollevatore russo
- 1994 - Rachele Qualla, ex nuotatrice italiana
- 1994 - Francesca Salaorni, ex calciatrice italiana
- 1994 - Tavarius Shine, cestista statunitense
- 1994 - Dennis Srbeny, calciatore tedesco
- 1994 - Hafizh Syahrin, pilota motociclistico malese
- 1994 - Miłosz Trojak, calciatore polacco
- 1994 - Celeste, cantante britannica
- 1994 - Adam Zreľák, calciatore slovacco
- 1995 - Walter Bwalya, calciatore congolese (Repubblica Democratica del Congo)
- 1995 - Chico, calciatore brasiliano
- 1995 - James Conner, giocatore di football americano statunitense
- 1995 - James Connor, tuffatore australiano
- 1995 - Filip Dangubić, calciatore croato
- 1995 - Eirik Greibrokk Dolve, astista norvegese
- 1995 - Devon Gearhart, attore statunitense
- 1995 - Niels Hintermann, sciatore alpino svizzero
- 1995 - Kyra Holt, pallavolista statunitense
- 1995 - Kevin King, giocatore di football americano statunitense
- 1995 - Henrik Löfkvist, ex calciatore svedese
- 1995 - Anas Mahmoud, cestista egiziano
- 1995 - Kevin Mejía, lottatore honduregno
- 1995 - Alexis Miellet, mezzofondista francese
- 1995 - Moustapha Name, calciatore senegalese
- 1995 - André Pereira, calciatore portoghese
- 1995 - Ross Pierschbacher, giocatore di football americano statunitense
- 1995 - Raman Pratasevič, attivista e giornalista bielorusso
- 1995 - Katherine Stewart-Jones, fondista canadese
- 1995 - Thomas du Toit, rugbista a 15 sudafricano
- 1995 - Andrea Vavassori, tennista italiano
- 1995 - Praxitelīs Vouros, calciatore greco
- 1995 - Ibrahima Wadji, calciatore senegalese
- 1996 - Emmanuel Antwi, calciatore ghanese
- 1996 - Clément Castets, rugbista a 15 francese
- 1996 - Jack Cichy, ex giocatore di football americano statunitense
- 1996 - Jax, cantautrice statunitense
- 1996 - White 2115, rapper polacco
- 1996 - Dinesh Kumar Dhakal, velocista bhutanese
- 1996 - Michael Dogbe, giocatore di football americano statunitense
- 1996 - Christopher Eubanks, tennista statunitense
- 1996 - Jai Hindley, ciclista su strada australiano
- 1996 - Kriszta Incze, lottatrice rumena
- 1996 - Carlo Macchini, ginnasta italiano
- 1996 - Adèle Milloz, scialpinista francese († 2022)
- 1996 - Fahd Moufi, calciatore francese
- 1996 - Carlos Nieto Herrero, calciatore spagnolo
- 1996 - Roberto Olabe del Arco, calciatore spagnolo
- 1996 - Jacqueline Otchere, astista tedesca
- 1996 - Matheus Pereira, calciatore brasiliano
- 1996 - Mayar Sherif, tennista egiziana
- 1996 - Shakayla Thomas, cestista statunitense
- 1996 - Morten Thorsby, calciatore norvegese
- 1996 - Grzegorz Tomasiewicz, calciatore polacco
- 1996 - Susanne Gogl-Walli, velocista austriaca
- 1997 - Ahmed Al-Rawahi, calciatore omanita
- 1997 - Santiago Arzamendia, calciatore argentino
- 1997 - Innoss'B, cantante e rapper della Repubblica Democratica del Congo
- 1997 - Nicolas D'Oriano, nuotatore francese
- 1997 - Farid El Melali, calciatore algerino
- 1997 - Mustafa Eskihellaç, calciatore turco
- 1997 - Jaume Grau, calciatore spagnolo
- 1997 - Tahir Hanley, calciatore nevisiano
- 1997 - Noah Harms, calciatore olandese
- 1997 - Jurij Klymčuk, calciatore ucraino
- 1997 - Nika Markovič, pallavolista slovena
- 1997 - Mitchell Marner, hockeista su ghiaccio canadese
- 1997 - Bobby Coleman, attore statunitense
- 1997 - Robert Mudražija, calciatore croato
- 1997 - Jaume Munar, tennista spagnolo
- 1997 - Mathias Norsgaard, ciclista su strada danese
- 1997 - Katherine Sauerbrey, fondista tedesca
- 1997 - Remzifaik Selmani, calciatore macedone
- 1997 - Maruša Seničar, cestista slovena
- 1997 - Daniel Staniszewski, ex pistard e ex ciclista su strada polacco
- 1997 - Jordan Thompson, pallavolista statunitense
- 1997 - Darko Todorović, calciatore bosniaco
- 1998 - Tijana Bogdanović, taekwondoka serba
- 1998 - Temur Chogadze, calciatore georgiano
- 1998 - Chelsea Clark, attrice canadese
- 1998 - Lukáš Fabiš, calciatore slovacco
- 1998 - Menna Fitzpatrick, sciatrice alpina britannica
- 1998 - Isaiah Hartenstein, cestista statunitense
- 1998 - Vi Jones, giocatore di football americano statunitense
- 1998 - Hilary Kpatcha, lunghista francese
- 1998 - Greg Maluma, karateka zambiano
- 1998 - Simon Omossola, calciatore camerunese
- 1998 - Relja Milivojević, giocatore di football americano serbo
- 1998 - Simone Mocellini, fondista italiano
- 1998 - Alejo Montero, calciatore argentino
- 1998 - Aryna Sabalenka, tennista bielorussa
- 1998 - Lazar Stojsavljević, calciatore serbo
- 1998 - Giulia Tanno, sciatrice freestyle svizzera
- 1999 - Ahmed Al-Minhali, calciatore qatariota
- 1999 - Nathan Chen, pattinatore artistico su ghiaccio statunitense
- 1999 - Alec Deneumostier, calciatore peruviano
- 1999 - Taichi Hara, calciatore giapponese
- 1999 - Lucia Imperiali, pallavolista italiana
- 1999 - Justin Kluivert, calciatore olandese
- 1999 - Aleksandr Komarov, lottatore russo
- 1999 - Marie Minnaert, calciatrice belga
- 1999 - Matteo Neri, schermidore italiano
- 1999 - Rodrigo Piñeiro, calciatore uruguaiano
- 1999 - Boyd Reith, calciatore olandese
- 1999 - Janarius Robinson, giocatore di football americano statunitense
- 1999 - Carina Stuffer, ex sciatrice alpina tedesca
- 1999 - Hugo Vandermersch, calciatore francese
- 1999 - Marko Đira, calciatore croato
- 1999 - Aleks Ławniczak, calciatore polacco
- 2000 - Gabby Barrett, cantante statunitense
- 2000 - JD Bertrand, giocatore di football americano statunitense
- 2000 - Kaiir Elam, giocatore di football americano statunitense
- 2000 - Dizzy, rapper svedese
- 2000 - Gianluca Gaetano, calciatore italiano
- 2000 - Giada Grisetti, ginnasta svizzera
- 2000 - Matías Miranda, calciatore argentino
- 2000 - David Mullarkey, mezzofondista britannico
- 2000 - Patricio Ostachuk, calciatore argentino
- 2000 - Patriot Sejdiu, calciatore kosovaro
- 2000 - Pedro Souto, calciatore argentino
- 2000 - Noemi Visentin, calciatrice italiana
- 2000 - Elijah Winnington, nuotatore australiano

## XXI secolo(36)
- 2001 - Jayden Adams, calciatore sudafricano
- 2001 - Olly, cantautore e rapper italiano
- 2001 - Manuel Romero, calciatore paraguaiano
- 2001 - Seth Saarinen, calciatore finlandese
- 2001 - Sekou Sidibe, calciatore ivoriano
- 2002 - Ishaq Abdulrazak, calciatore nigeriano
- 2002 - Dwayne Atkinson, calciatore giamaicano
- 2002 - Félix Dolci, ginnasta canadese
- 2002 - Tomás Muro, calciatore argentino
- 2002 - Emiliano Saliadarre, calciatore argentino
- 2002 - Franck Surdez, calciatore svizzero
- 2003 - Kluiverth Aguilar, calciatore peruviano
- 2003 - Carlos Alcaraz, tennista spagnolo
- 2003 - Jaroslav Gladyšev, calciatore russo
- 2003 - Yūma Kagiyama, pattinatore artistico su ghiaccio giapponese
- 2003 - Danny Leyva, calciatore statunitense
- 2003 - Alan Sosa, calciatore argentino
- 2003 - Ryuto Uehara, mezzofondista giapponese
- 2003 - Casper Widell, calciatore svedese
- 2004 - Oliver Arblaster, calciatore inglese
- 2004 - Haley Bugeja, calciatrice maltese
- 2004 - Collins Kiprotich, mezzofondista keniota
- 2004 - Alessandro Mazzara, skater italiano
- 2004 - Kirsty Muir, sciatrice freestyle britannica
- 2004 - Samu Aghehowa, calciatore spagnolo
- 2004 - Lúcio Rocha, giocatore di calcio a 5 portoghese
- 2004 - Giulia Segatori, ginnasta italiana
- 2004 - Daniel Wolf, cestista statunitense
- 2004 - Noam Yaacov, cestista danese
- 2005 - Rafael Câmara, pilota automobilistico brasiliano
- 2005 - Oskar Boesen, calciatore danese
- 2006 - Josh Acheampong, calciatore inglese
- 2006 - Julien Duranville, calciatore belga
- 2006 - Alysson Edward, calciatore brasiliano
- 2007 - Rodrigo Mora, calciatore portoghese
- 2009 - Marios Kritsas, nuotatore artistico greco